# Claude Sifferlen
Claude David Sifferlen (* 29. August 1940 in Indianapolis; † 18. März 2010 ebenda) war ein US-amerikanischer Jazzpianist.

## Leben und Wirken
Sifferlen spielte bereits mit fünf Jahren Piano und hatte dann klassischen Klavier- und Violin-Unterricht. Unter dem Einfluss der Musik Fats Wallers kam er zum Jazz; nach seinem Militärdienst, wo er in einer Armyband spielte, begann er in bekannten Jazzclubs seiner Heimatstadt Indianapolis aufzutreten. Seine Profikarriere begann in den Big Bands von Woody Herman (1967) und Stan Kenton (1971), wo er kurzzeitig den Platz des erkrankten Kentons am Klavier übernahm. Er war dann Mitglied im John Von Ohlen Quartett. Außerdem trat er mit Milt Jackson, Buddy Tate, Cleanhead Vinson, Eddie Lockjaw Davis und Richard Davis auf. 
1970 gründete er mit dem Bassisten Paul Imm und dem Schlagzeuger Greg Corn das Claude Sifferlen Trio. Außerdem gehörte er dem Zebra Quartet der Pianisten Steve Corn und Steve Allee an, in dem er Vibraphon spielte. Er war langjähriges Mitglied in der Band des Saxophonisten Frank Glover, mit dem er 1997 in der New Yorker Carnegie Hall konzertierte und das Album Siamese Twins einspielte. 
Sifferlen war ein Protagonist der Jazzszene von Minneapolis; er trat häufig in den Jazzclubs Chatterbox und Jazz Kitchen auf, u. a. mit Bill Moring. 2003 nahm er mit dem Flügelhornisten Mark Buselli das Duo-Album Take the Mitsu (OA2Records) auf. Sifferlin starb im März 2010 an Prostatakrebs.
Die intensive Zusammenarbeit Frank Glovers mit Claude Sifferlen wurde in einem Dokumentarfilm des Senders WFYI festgehalten, der kurz vor dessen Tod realisiert wurde.

## Diskographische Hinweise
- Chuck Carter John Von Ohlen Downtown Blues (Seal Breeze, 1977)
- Mark Buseli Through the Eyes of a Child (1997)